# Progressione II-V-I
La cadenza II-V-I è una successione di accordi caratteristica di molte forme musicali, molto usata nella musica classica tonale e nelle composizioni jazz. Le lettere rappresentano (in numeri romani) gli accordi presenti, cioè secondo grado, quinto (dominante) e primo (tonica).
Questa cadenza è spesso utilizzata con accordi di settima sui primi due accordi, ad esempio in Do maggiore
| Rem7 | Sol7 | Domaj |